# قصة الإسكندر الأرمنية

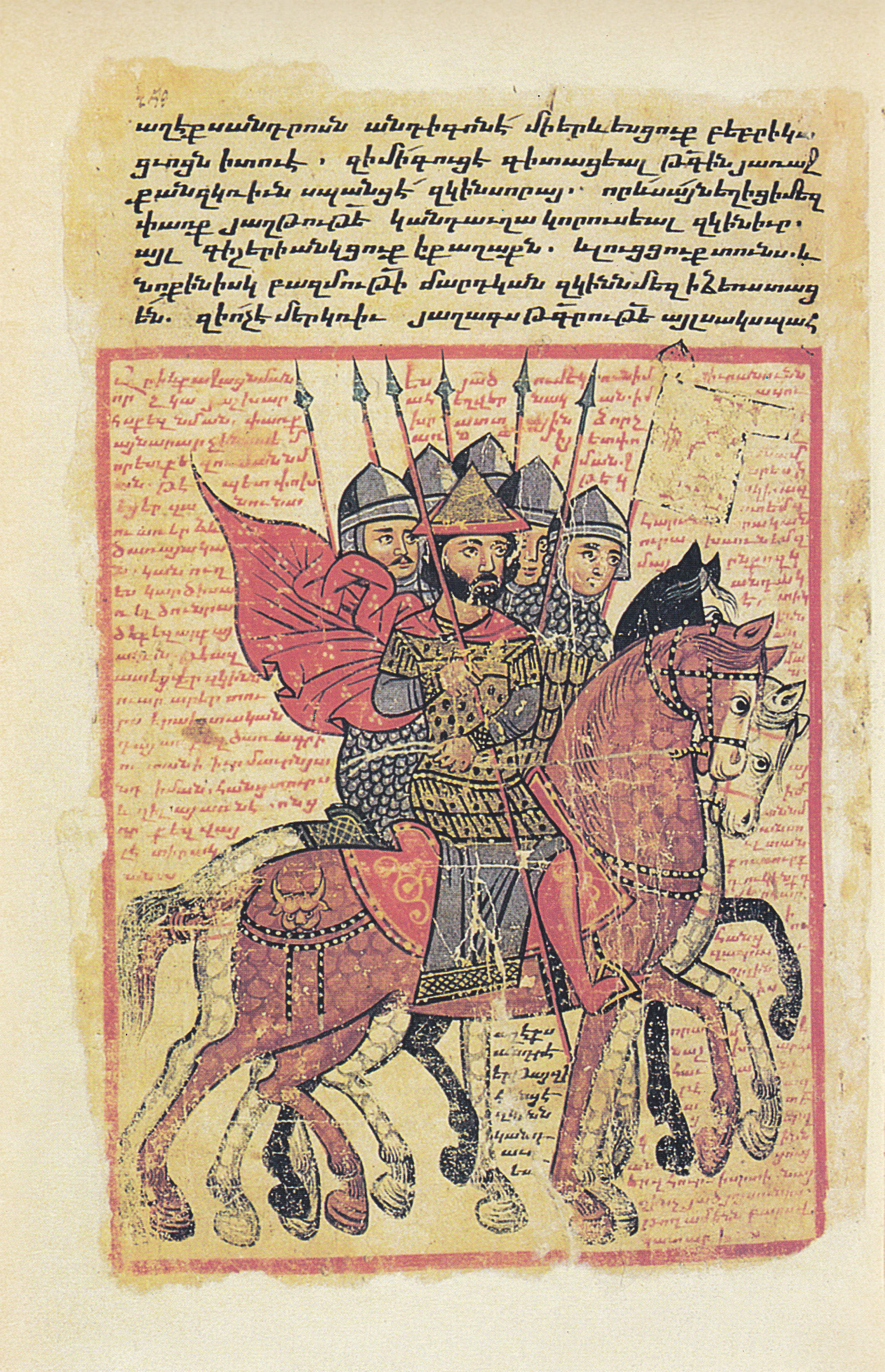
مخطوطة أرمنية مزخرفة من القرن الرابع عشر

قصة الإسكندر الأرمنية ، المعروفة في الأرمنية باسم تاريخ الإسكندر المقدوني، هي مراجعة أرمنية (أو نسخة) لرواية الإسكندر اليونانية (في مراجعتها ألفا) من القرن الخامس. فهي تتضمن العديد من العناصر والمواد والسرديات الخاصة به والتي لا توجد في النسخة اليونانية الأصلية. في حين أن النص لم يؤثر بشكل جوهري على الأسطورة الشرقية، إلا أنه يعتبر مهمًا للغاية لإعادة بناء نص القصة اليونانية الأصلية. استمر نسخ النص حتى القرن الثامن عشر، وكان أول أرمني وباحث يكتب دراسة مفصلة للنص هو الأب رافائيل تريانك. نُشرَت طبعة أرمينية منه في عام 1842.
في القصة اليونانية الأصلية، تم وصف الإسكندر بعد وفاته بأنه " الملك ذو القرون " (βασιλέα κερασφόρον) من وحي يرشد أحد جنرالاته، بطليموس، إلى مكان دفنه. وتكرر النسخة الأرمنية هذه العبارة، مما يجعلها شاهدة على فكرة قرون الإسكندر، إلى جانب أسطورة الإسكندر السريانية ونسخ أخرى من أساطير الإسكندر. وعلى النقيض من فكرة القرون، لا يوجد في النص أي تقليد لبناء جدار ضد يأجوج ومأجوج.
أثرت القصة الأرمنية بشكل كبير على تاريخ الأرمن في موفسيس خوريناتسي، حيث تشترك معها في ما يصل إلى ثلاثين تشابهًا مباشرًا.

## المخطوطات
هناك ما لا يقل عن 80 مخطوطة من قصة الإسكندر الأرمنية، منها 14 مخطوطة مزخرفة بشكل كبير، بمتوسط 125 مشهدًا لكل منها، على الرغم من عدم وجود مسح حتى الآن قادر على تحديد عدد نسخ الرواية في جميع أنحاء العالم. أقدمها اثنان من القرنين الثالث عشر أو الرابع عشر (M10151 و V424)، والباقي من القرن السادس عشر فصاعدًا. في عام 2015، نشر كويميجيان دراسة عن الأيقونات الموجودة في المخطوطات الأرمنية.

## التأريخ
يعتقد البعض أن المترجم هو المؤرخ الأرمني موفسيس من خورين. يزعم بعض العلماء أن التاريخ الأكثر احتمالاً هو عام 480 ميلادي. عادة ما يتم تأريخ القرن الخامس لسببين: الأول هو الارتباط مع موفسس في بعض الإسنادات، الذي عاش في القرن الخامس. ومع ذلك، يميل الباحثون مؤخرًا إلى تأريخ حياة موفسيس إلى القرنين الثامن والتاسع. ومع ذلك، فإن السبب الجيد لاستمرار تأريخه إلى القرن الخامس هو أسلوب ترجمته، وهو ما يميز الترجمات الأرمينية التي تم إنتاجها بعد فترة وجيزة من تطوير الأبجدية الأرمينية حوالي عام 400 على يد ميسروب ماشدوتس.

## أساطير أخرى عن الإسكندر بالأرمنية
هناك أيضًا نسخة أرمينية ثانية من رواية الإسكندر. لقد مر الأول بإصدارات مختلفة وثيقة الصلة حتى القرن الثالث عشر. ومع ذلك، تم إنتاج نسخة ثانية في وقت ما خلال القرنين الرابع عشر والسادس عشر. وقد أصبح مشهورًا في طبعة أنتجها خاتشاتور كيساراتسي بين عامي 1280 و1310. أقدم مخطوطة تعود إلى القرن الثاني عشر، تسمى مخطوطة سان لازارو رقم 424 - قصة الإسكندر (انظر  )، وقد صدرت طبعة منشورة منها في عام 2001.
مع مرور الوقت، بدأت المخطوطات الأرمنية لرواية الإسكندر تصاحبها وتضاف إليها قصائد قصيرة أصلية ومستقلة (تسمى كافاس) عن أساطير الإسكندر. بدأ هذا في القرن الثالث عشر مع الشاعر الأرمني زاكاتور كيتشامسي، الذي أضاف أكثر من 150 قصيدة قصيرة إلى المخطوطة التي أنتجها، واستمر حتى القرن السادس عشر، في المقام الأول مع كاتوليكوس غريغوريس ألتامارسي وتلميذه زكريا جنونيتشي. تصور هذه القصائد كيفية فهم القصة الأرمنية، وتقدم في بعض الأحيان تفسيرات مباشرة. وبدأت القصائد تجد طريقها إلى مخطوطات النصوص الأخرى أيضًا. على سبيل المثال، توجد مخطوطة من القرن السابع عشر تحمل الرقم M7709 عن التاريخ الأرمني لمدينة براس مصحوبة ببعض قصائد الإسكندر بقلم كاتب غير معروف.

## الطبعات والترجمات
- في عام 1969، تم نشر ترجمة للترجمة الأرمنية إلى الإنجليزية بواسطة ألبرت مغريديش ولوهوجيان. [20]
- تتوفر طبعة نقدية من النص الأرمني في: ه. سيمونيان، "تاريخ الإسكندر المقدوني، النسخ الأرمنية" (H. Simonyan, Patmowt'iwn Alek'sandri Makedonac 'woy, haykakan xmbagrowt'iwnner [Storia di Alessandro il Macedone, redazioni Armene])، يريفان، 1989.

## طالع أيضًا
- قصة الاسكندر

## روابط خارجية
- الترجمة الإنجليزية لرواية ألكسندر الرومانسية الأرمنية
- التفاعل الافتراضي مع مخطوطة أرمينية مصورة، المخطوطة الأرمنية رقم 3
- مخطوطة رقم 5472 في متحف متروبوليتان للفنون